# Catherine Wolfe Bruce

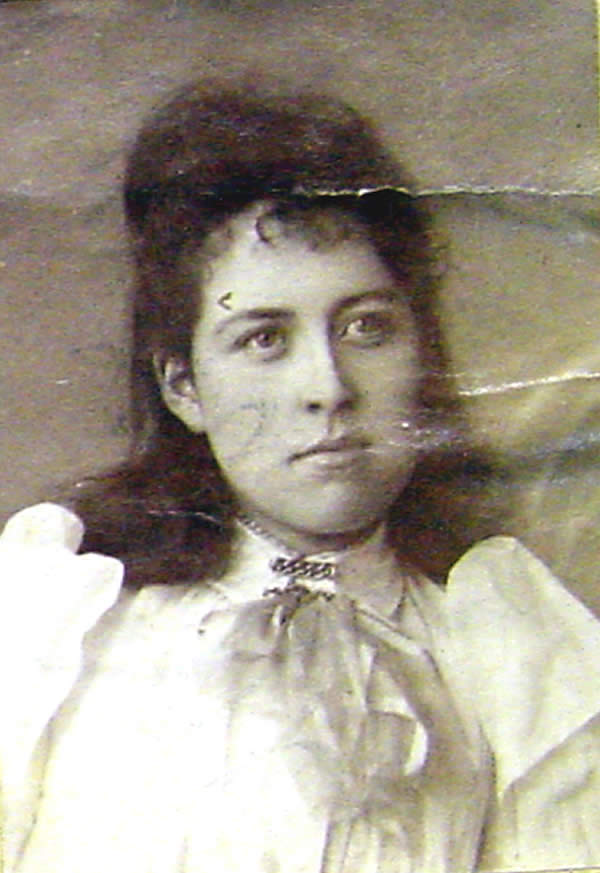
Catherine Wolfe Bruce

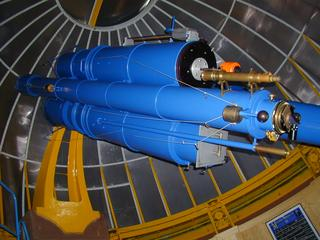
Bruce-Doppelastrograf der Landessternwarte Heidelberg-Königstuhl (Bruce-Teleskop)

Catherine-Bruce-Teleskop am Yerkes-Observatorium

Catherine Wolfe Bruce (* 22. Januar 1816 in New York City; † 13. März 1900 in New York City) war eine US-amerikanische Philanthropin und Förderin der Astronomie.

## Leben
Catherine Wolfe Bruce war die Tochter von George Bruce (1781–1866) und Catherine Wolfe. Ihr Vater hatte sein Vermögen als Designer und Produzent von Schrifttypen erworben. Sie wurde privat unterrichtet und unternahm ausgedehnte Bildungsreisen nach Europa. Sie beherrschte mehrere Sprachen, darunter Latein. Sie übersetzte den Tommaso da Celano zugeschriebenen Hymnus Dies irae ins Englische und gab ihn 1890 als Privatdruck heraus. Sie blieb ledig und lebte vom ererbten Vermögen. Zum Andenken an ihren Vater richtete sie 1887 in New York die George Bruce Free Library ein, die heute zur öffentlichen Bibliothek von New York gehört.
Obwohl sie zeitlebens Interesse an Himmelsereignissen hatte, kam sie erst als 73-Jährige in engere Beziehung zur Astronomie. In einem populärwissenschaftlichen Artikel in Sidereal Messenger hatte Simon Newcomb 1888 behauptet, die wesentlichen Entdeckungen seien schon gemacht. Sie wandte sich an den Astronomen und Teleskopbauer Alvan Graham Clark, um zu erfahren, wie sie weitere Forschungen unterstützen könnte. Er machte sie 1889 mit Edward Charles Pickering bekannt, der den ganzen Himmel fotografisch kartieren wollte und dafür eine Außenstation des Harvard College Observatory in Arequipa, Peru errichtete. Sie spendete 50.000 $ für ein 24-Zoll-Teleskop für diese Boyden Station. Dieses Bruce-Teleskop wurde 1927 mit der Station ins Boyden Observatory in Bloemfontein, Südafrika, verlegt, da man dort bessere Wetterbedingungen erwartete. Mit zu den bedeutendsten Entdeckungen mit diesem Teleskop zählt die Perioden-Leuchtkraft-Beziehung durch Henrietta Swan Leavitt.
Sie unterstützte die Astronomie zwischen 1889 und 1899, indem sie mehr als 175.000 $ für den Kauf mehrerer leistungsfähiger Teleskope spendete, darunter für das Harvard College Observatory, den 10-Zoll-Catherine-Bruce-Astrografen am Yerkes-Observatorium nach dem Konzept von Edward Barnard (siehe Barnard-Katalog), und für Max Wolf den Bruce-Doppelastrograf der Landessternwarte Heidelberg-Königstuhl (Bruce-Teleskop). Auch stellte sie Pickering 6.000 $ Stipendienmittel zur Verfügung, mit denen er Projekte in den USA und Europa unterstützte. U. a. erhielt Simon Newcomb Geld für seine neuen Planetentafeln (Ephemeriden), die als Basis für die Ephemeridenzeit dienten. Johann Georg Hagen konnte den Atlas Stellarum Variabilium dank einer Ausfallbürgschaft veröffentlichen. Dank einer Spende von 1.000 $ konnte Ladislaus Weinek den Prager Photographischen Mondatlas herausgeben. 
Die Bruce Medal der Astronomical Society of the Pacific, als Auszeichnung für besondere astronomische Leistungen, wurde von ihr gestiftet.
Zu ihrem Gedenken wurden der Asteroid (323) Brucia und der Mondkrater Bruce benannt. Der Asteroid Brucia wurde 1891 von Max Wolf als erster mit der fotografischen Methode entdeckt. Für ihre Unterstützung wurde sie vom Großherzog von Baden mit einer Goldmedaille ausgezeichnet.

## Werke
- Catherine Wolfe Bruce: Dies Irae, New York, 1890
- Johann G. Hagen, Catherine Wolfe Bruce, Michael Esch, Friedrich Becker, Frances Woodworth Wright, Johan Willem Jakob Anton Stein: Atlas stellarum variabilium I -IX, Specola vaticana, 1941

## Nachweise
- S. Newcomb: Prof. Newcomb’s new planetary tables, In: The Observatory 18 (1895) 86,  bibcode:1895Obs....18...86N
- Obituary Notices: Associates: - Pickering, Edward Charles, Monthly Notices of the Royal Astronomical Society 80 (1920) 360
- H.B. Kaster: Note Regarding the Death of Miss Catherine Wolfe Bruce and Her Services to Astronomy, Publications of the Astronomical Society of the Pacific Vol. 39, No. 231 (1927) p. 315
- M.B. Ogilvie und J.D. Harvey: Biographical Dictionary of Women in Science, 2000, ISBN 0-415-92040-X